# Первая франко-дагомейская война
Первая франко-дагомейская война (фр. Première guerre du Dahomey) — колониальная война, которая велась с 21 февраля по 4 октября 1890 года Францией против государства Дагомея африканского народа фон.

## Предыстория

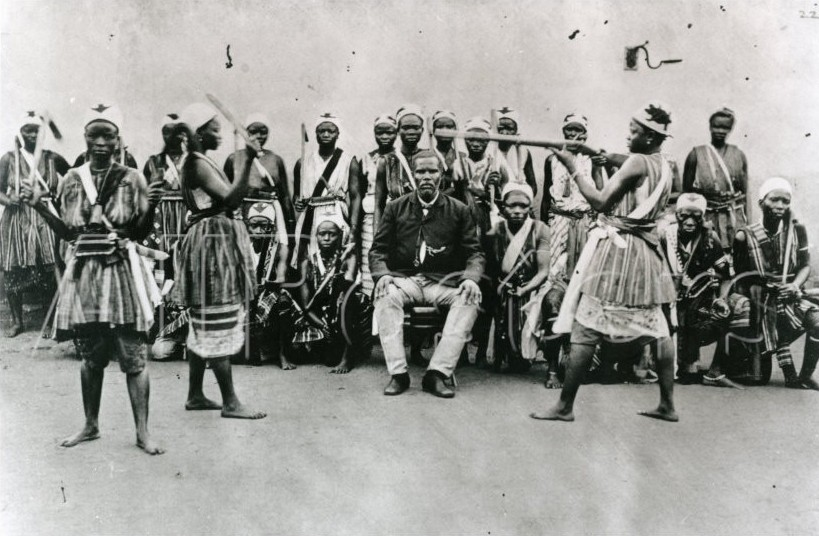
Король Дагамеи в окружении отряда амазонок

В 1851 году был подписан договор о дружбе между Францией и королевством Дагомея, в результате чего французские торговцы и миссионеры получили право действовать в Дагомее, которая тогда занимала территорию от морского побережья до центральной части современного Бенина. Одним из основных данников Дагомеи было небольшое прибрежное королевство Порто-Ново, которое богатело благодаря торговле рабами. В 1861 году британские военные суда, занимавшиеся борьбой с работорговлей, обстреляли Порто-Ново, и местный властитель обратился к французам за защитой, однако Дагомея опротестовала французское вмешательство. Другим источником разногласий между Дагомеей и Францией стал статус порта Котону: французы считали, что порт принадлежит им согласно договору, подписанному с представителями Дагомеи в Уиде, однако дагомейцы игнорировали французские претензии и продолжали собирать налоги и пошлины в Котону.
В 1874 году на трон Порто-Ново взошёл король Тоффа. После дагомейского нападения 1882 года он заключил договор о защите с Францией, однако дагомейцы продолжали совершать набеги. В марте 1889 года дагомейцы атаковали одну из деревень в Уэме и, сказав, что трёхцветный флаг защитит его, обезглавили деревенского старосту, завернув его голову в французский флаг. Для разрешения конфликта французы послали миссию в Абомей, однако наследник престола Беханзин сделал так, что переговоры завершились впустую.

## Боевые действия
Французы ответили на обострение обстановки увеличением численности своих войск в Котону до 359 человек (299 из них — Сенегальские стрелки и прошедшие французскую подготовку сенегальцы и габонцы). 21 февраля 1890 года французы арестовали высших дагомейских чиновников в Котону и принялись укреплять город; начались стычки с местной милицией. Вскоре вести об этом достигли Абомея, и дагомейские войска двинулись к побережью, рассчитывая вернуть Котону под дагомейский контроль раз и навсегда.

### Бой при Котону
4 марта 1890 года несколько тысяч дагомейских солдат, совершив ночной марш, в 5 утра атаковали частокол вокруг Котону. Находясь снаружи от ограды, они просунули сквозь неё свои мушкеты и обстреливали внутреннюю зону, некоторые из них преодолели защитный периметр и завязали бой внутри. После нескольких часов боя, временами переходившего в рукопашные схватки, дагомейцы отступили. Потери французов были небольшими, дагомейцы потеряли несколько сот человек (из них 129 остались лежать внутри французских оборонительных позиций).

### Бой при Ачупа
После атаки на Котону дагомейцы отправили войска против Порто-Ново. Получив подкрепления, французы в составе 350—400 человек при 3 орудиях выдвинулись им наперехват; в качестве передового отряда с французами шло 500 человек от короля Порто-Ново. Противники столкнулись друг с другом в нескольких километрах от города Ачупа. Дагомейцы обратили в бегство портоновские силы, однако находившаяся при них группа стрелков сумела удержать позицию, что дало время основным французским силам построиться в защитное каре. Дагомейцы много раз атаковали французское каре на пути к Порто-Ново, но сам город штурмовать не стали.

## Результаты
Дагомейцы больше не предпринимали атак против Котону или Порто-Ново. 3 октября 1890 года Дагомея подписала договор, в соответствии с которым признавало королевство Порто-Ново французским протекторатом, а также отказывалось от порта Котону в обмен на ежегодную выплату Францией 20 тысяч франков в качестве компенсации таможенных сборов.